# شتيفاني أولريش
شتيفاني أولريش (بالألمانية: Stephanie Ullrich)‏ (29 يوليو 1984 بألمانيا - ) هي لاعبة كرة قدم ألمانية في مركز حراسة المرمى. شاركت مع منتخب ألمانيا تحت 23 سنة للسيدات لكرة القدم ‏ ومنتخب ألمانيا لكرة القدم للسيدات. أما مع النوادي، فقد لعبت مع إف إف سي فرانكفورت ونادي فولفسبورغ للسيدات ونادي فولفسبورغ وتوربينه بوتسدام.

## وصلات خارجية
- ستيفاني أولريش على موقع قاعدة بيانات كرة القدم.إي يو (الإنجليزية)
- ستيفاني أولريش على موقع عالم كرة القدم.نت (الإنجليزية)